# Hans Jansen (Arabist)

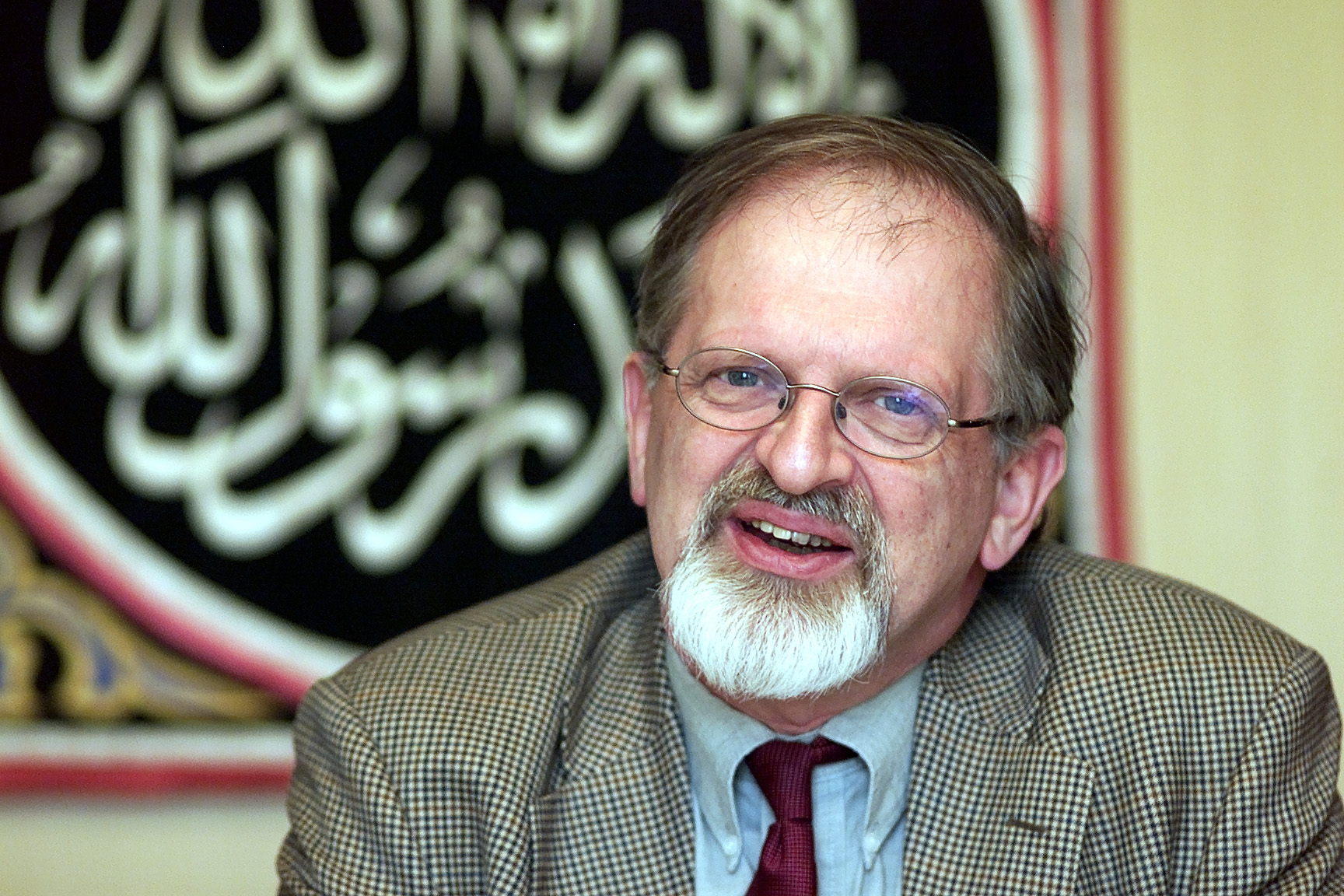
Hans Jansen, 2003

Johannes Juliaan Gijsbert „Hans“ Jansen (* 17. November 1942 in Amsterdam; † 5. Mai 2015) war ein niederländischer Arabist, Islamwissenschaftler und Kolumnist, der sich in seinen zahlreichen Veröffentlichungen vor allem mit dem frühen Islam und dem islamischen Fundamentalismus beschäftigte.
Hans Jansen gehörte der revisionistischen Richtung der Islamwissenschaften an, die die historische Glaubwürdigkeit der islamischen Überlieferungen über die Anfänge des Islam, die erst 150 bis 200 Jahre nach dem Tod des Religionsstifters Mohammed entstanden, grundsätzlich bezweifelt.

## Leben
Hans Jansens Eltern waren streng calvinistisch. Mit 17 begann Jansen Theologie an der Universiteit van Amsterdam zu studieren, wechselte aber nach einem Jahr zum Studium der Arabischen und Semitischen Sprachen. 1966 verbrachte er ein Jahr in Kairo, um Arabisch zu lernen. Danach setzte er sein Studium an der Universität Leiden fort, wo er 1974 promoviert wurde.
Jansen lehrte an den Universitäten von Groningen, Leiden und Amsterdam und war Direktor des Holländischen Instituts für Arabistik in Kairo. Danach wurde er Dozent in Leiden. 2003 bis 2008 war er außerplanmäßiger Professor für islamisches Denken der Gegenwart an der Universität Utrecht.
1988 konvertierte Jansen zur römisch-katholischen Kirche. Er habe damals auch über eine Konversion zum Islam nachgedacht, meinte er später: Der Islam habe „eine sehr attraktive und kraftvolle Kultur, eine Hochkultur, große Schönheit. Eine enorme Anziehungskraft.“ Jansen war zweimal verheiratet. Seine erste Ehefrau war Eefje van Santen, die Tochter des kommunistischen Politikers Joop van Santen. Mit seiner zweiten Frau hatte er drei Kinder. Ein Sohn ist Kabarettist und übt scharfe Kritik am Islam.

## Politisches Engagement
Als Student gehörte Hans Jansen einer linken Gruppierung an und verließ aus Protest den Raum, wenn jemand das Wort „Israel“ aussprach. Der Wendepunkt in seiner Haltung zum Islam sei das Attentat auf den ägyptischen Präsidenten Anwar as-Sadat im Jahr 1981 gewesen. Einige Freunde von Jansen erlebten den Anschlag unmittelbar mit.
Jansen war befreundet mit Ayaan Hirsi Ali und Theo van Gogh. In Kolumnen, Interviews und Talkshows kritisierte Jansen den Islam und den Umgang der Politik mit dem Thema Islam. Er beriet Geert Wilders und trat für ihn als Zeuge und Gutachter in Prozessen zur Verteidigung der Meinungsfreiheit auf. Bei der Europawahl 2014 wurde Jansen für Wilders Partij voor de Vrijheid ins Europäische Parlament gewählt.

## Forschung
Hans Jansen gehörte der „revisionistischen“ oder historisch-kritischen Schule der Islamwissenschaften an. Jansen bezweifelte grundsätzlich die historische Zuverlässigkeit der islamischen Überlieferungen über die Anfänge des Islam, die erst 150 bis 200 Jahre nach dem Tode Mohammeds entstanden.
In seinem Hauptwerk De Historische Mohammed, deutsch: Mohammed – eine Biographie, bespricht Jansen die Darstellungen der Prophetenbiographie des Ibn Ishāq beziehungsweise Ibn Hischām, einen für den traditionellen Islam maßgeblichen Text, Abschnitt für Abschnitt. Dabei zeigt er im Detail auf, warum die jeweilige Darstellung nicht glaubhaft ist. Jansen zeigt innere Widersprüche, Widersprüche zu anderen außerkoranischen geschichtlichen Quellen, Ausschmückungen und Übertreibungen durch spätere Autoren, politisch bzw. theologisch motivierte Verzerrungen der Darstellung, symbolische Bedeutungen von angeblich historischen Namen, literarische Gestaltungen der Darstellung zum Beispiel nach biblischen Vorbildern, aber auch chronologische und kalendarische Unglaubwürdigkeiten. Teilweise fasst Hans Jansen nur Forschungsergebnisse zusammen, die andere Wissenschaftler bereits vor ihm erarbeitet hatten.
Einige Beispiele:
- Obwohl es zur Zeit des Mohammed noch Schaltmonate gab, die zahlreich in den Mondkalender eingeschaltet werden mussten und die erst später (angeblich von Mohammed) abgeschafft wurden, ereignet sich kein einziges der zahllosen von Ibn Ishāq dokumentierten und genauestens datierten Geschehnisse in einem solchen Schaltmonat.
- Die genaueste Datierung zahlloser Ereignisse durch einen Autor, der dieselben erst in einem zeitlichen Abstand von 150 Jahre niederschrieb, ist per se unglaubwürdig.
- Die Darstellung einer besonders engen Bindung von Mohammed an seine Ehefrau Aischa ist politisch bzw. theologisch motiviert: Aisha war die Tochter des Kalifen Abū Bakr, der gegen den Willen von Ali zum Nachfolger des Mohammed wurde. Um diese Nachfolge gegenüber Ansprüchen der Schiiten abzusichern, die Ali favorisierten, wurde die Verbindung der Tochter des Abū Bakr mit Mohammed besonders betont: Aischa war angeblich die Lieblingsfrau des Propheten, und der Prophet vollzog die Ehe mit Aischa angeblich ungewöhnlich früh.
- Die Darstellung des Massakers an dem jüdischen Stamm der Banū Quraiza ist politisch bzw. theologisch motiviert: Wie der „Vertrag von Medina“ zeigt, waren die Juden anfangs ein Teil der Umma und wurden auch als „Gläubige“ angesprochen; vgl. auch die Forschungen von Fred Donner. Als der Islam sich später, nach dem Tod des Mohammed, vom Judentum loslöste, entstanden antijudaistische Lesarten der Vergangenheit. Der dreifache Verrat an Mohammed durch drei jüdische Stämme ist eine literarische Gestaltung nach biblischem Vorbild, zum Beispiel dem dreifachen Verrat des Simon Petrus an Jesus, und allein deshalb historisch fragwürdig. Es gibt andere Überlieferungen von demselben Ereignis, denen zufolge nur die Führer des Stammes bestraft wurden, nicht aber jedes einzelne männliche Mitglied des Stammes. Die Namen der drei angeblich verräterischen jüdischen Stämme tauchen auch nicht im „Vertrag von Medina“ auf. Schließlich wäre ein solches Massaker nicht unbemerkt geblieben, auch nicht in der Zeit Mohammeds, und speziell nicht, wenn man bedenkt, dass die Opfer Juden waren: Juden lebten für gewöhnlich in internationalen Handelsnetzwerken, und Juden sind bekannt dafür, ihre Geschichte schriftlich festzuhalten. Das Massaker hat höchstwahrscheinlich niemals stattgefunden.
- Die Darstellungen des Ibn Ishāq sind allgemein bekannt dafür, die Leistungen des Propheten plakativ zu überzeichnen. Bei Ibn Ishāq tötet Mohammed stets mehr Feinde als in anderen Überlieferungen. Auch die Darstellung der sexuellen Potenz des Propheten, der angeblich alle seine Frauen in einer Nacht befriedigen konnte, ist auf fragwürdige Weise übertrieben. In dieselbe Kategorie fällt die Darstellung von Mohammed als Analphabeten. Die Offenbarung des Korantextes wird umso wundersamer und die Leistung des Propheten umso erstaunlicher, wenn Mohammed ein Analphabet war.
- Die Erzählung von der Botschaft Mohammeds an den Kaiser von Byzanz, dass dieser sich bekehren solle, rechtfertigt die arabischen Eroberungen im Nachhinein als religiöse islamische Expansion.

Jansen weist darauf hin, dass die historisch fragwürdigen islamischen Überlieferungen von großer Bedeutung für die Interpretation des Koran sind. Denn der Koran lässt die Situation, für die eine Offenbarung erging, meist offen. Der historische Kontext wird im Koran höchstens angedeutet. Viele islamische Überlieferungen entstanden lange nach Mohammeds Tod aus bloßen Vermutungen, in welcher Situation ein Koranvers geoffenbart worden war. Durch die historisch fragwürdigen islamischen Überlieferungen wird die Interpretation des Koran seitdem eingeengt.
Jansen plädiert im Nachwort unter Rekurs auf die bisherigen Erkenntnisse seiner historisch-kritischen Forschungsarbeit für eine Nichtexistenz Mohammeds. Damit gehört Jansen innerhalb der „revisionistischen“ Schule zu einer Minderheit, die diese Extremposition vertritt. Das Werk De Historische Mohammed wurde zum Beispiel von Karl-Heinz Ohlig positiv besprochen. Eine respektvolle aber kritische Rezension schrieb zum Beispiel Stefan Weidner auf Qantara.de. Der Historiker Dan Diner hat Mohammed von Hans Jansen überschwänglich als ein Werk der Aufklärung gelobt.

## Veröffentlichungen
- The Interpretation of the Koran in Modern Egypt, 1974 (als J.J.G. Jansen; Ausgabe 1980: eingeschränkte Vorschau in der Google-Buchsuche)
- The Neglected Duty: The Creed of Sadat’s Assassins and Islamic Resurgence in the Middle East, Macmillan, New York 1986 (als Johannes J.G. Jansen), ISBN 0-02-916340-4
- Inleiding tot de Islam, 1987 (als J.J.G. Jansen)
- De Koran uit het Arabisch Vertaald door Prof. dr. J.H. Kramers, 1992 (bearbeitet durch Dr. Asad Jaber & Dr. Johannes J.G. Jansen)
- The Dual Nature of Islamic Fundamentalism, 1997 (als Johannes J.G. Jansen)
- Nieuwe Inleiding tot de Islam, 1998 (als J.J.G. Jansen)
- Het Nut van God, 2001
- God heeft gezegd: terreur, tolerantie en de onvoltooide modernisering van de islam, 2003
- De radicaal-islamitische ideologie: Van Ibn Taymiyya tot Osama ben Laden, Oratie Universiteit van Utrecht, 3 februari 2004 (als Johannes J.G. Jansen)
- De Historische Mohammed: de Mekkaanse verhalen, Amsterdam 2005
- De Historische Mohammed: de Verhalen uit Medina, Amsterdam 2007
- Mohammed – eine Biographie, C.H. Beck, München 2008, ISBN 3-406-56858-0. Deutsche Übersetzung von De Historische Mohammed in einem Band.